# 扎阿曲

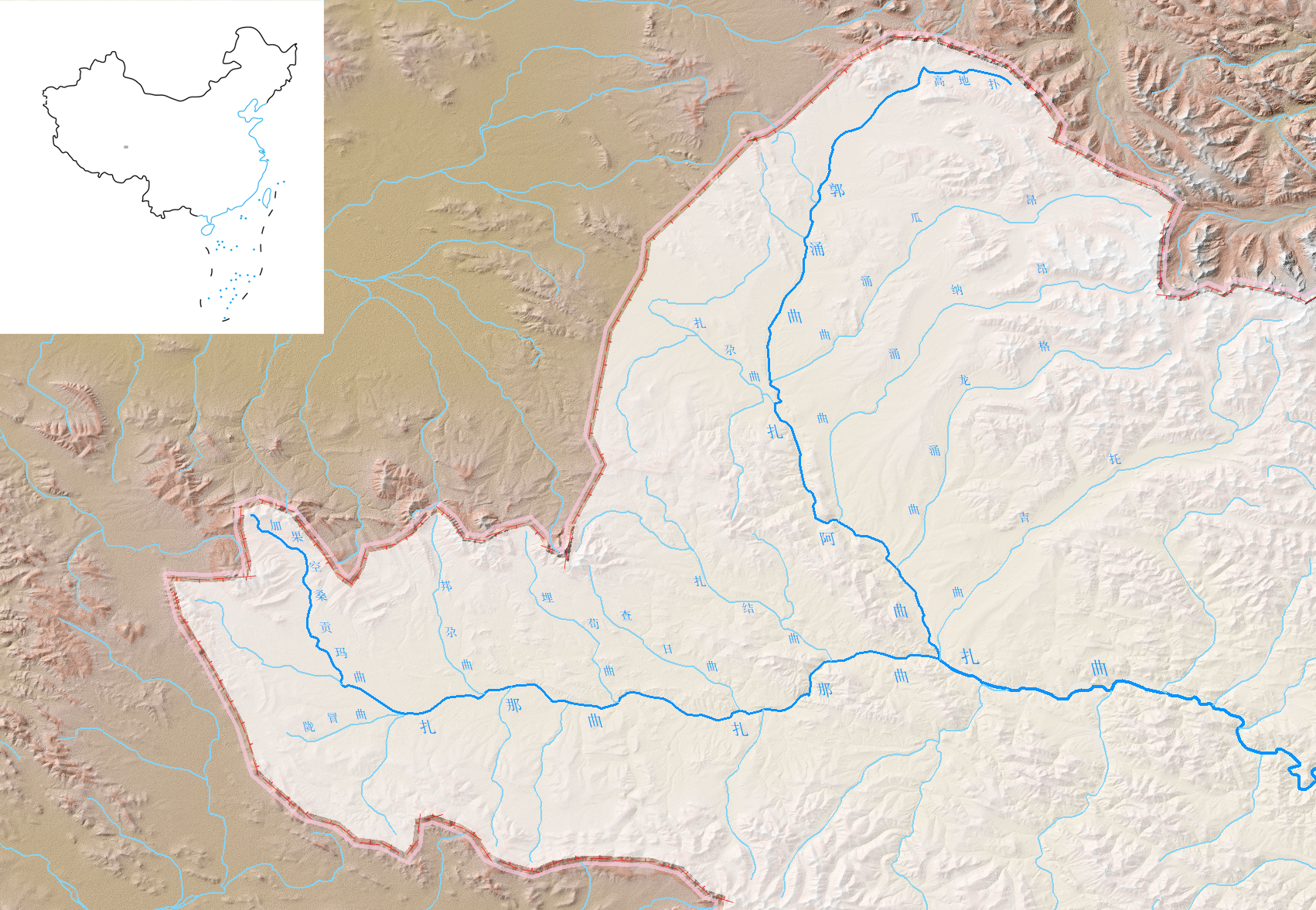
澜沧江源流示意图。

扎阿曲位于中国青海省玉树藏族自治州杂多县中北部的一条河流，是澜沧江的源流之一。

## 概况
扎阿曲上游称郭涌曲或谷涌曲，发源于采莫赛山丘东南约2千米处，向西3千米后进入宽谷始见流水，又8千米转向西南流5千米至谷涌盆地，之后蜿蜒向南，于尕纳松多与扎那曲汇流后构成扎曲。河流全长91.7千米，流域面积2572平方千米。

## 澜沧江正源
1999年6～7月，中国科学探险协会组织了澜沧江源头科学探险考察队，确定了扎阿曲为澜沧江 (湄公河) 的正源及其源头，并认定扎阿曲发源于海拔5514米的果宗木查山。
2008年青海省政府组织的“三江源头科学考察队”也认定扎阿曲为澜沧江正源。天地图也将本河标注为澜沧江正源。